# Laxita thuisto
Laxita thuisto is een vlindersoort uit de familie van de prachtvlinders (Riodinidae), onderfamilie Nemeobiinae.
Laxita thuisto werd in 1861 beschreven door Hewitson.

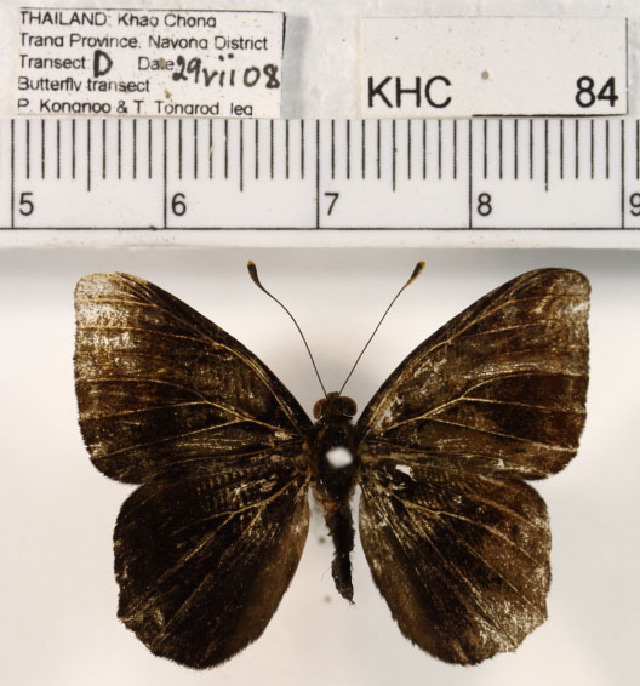
Bovenkant mannetje
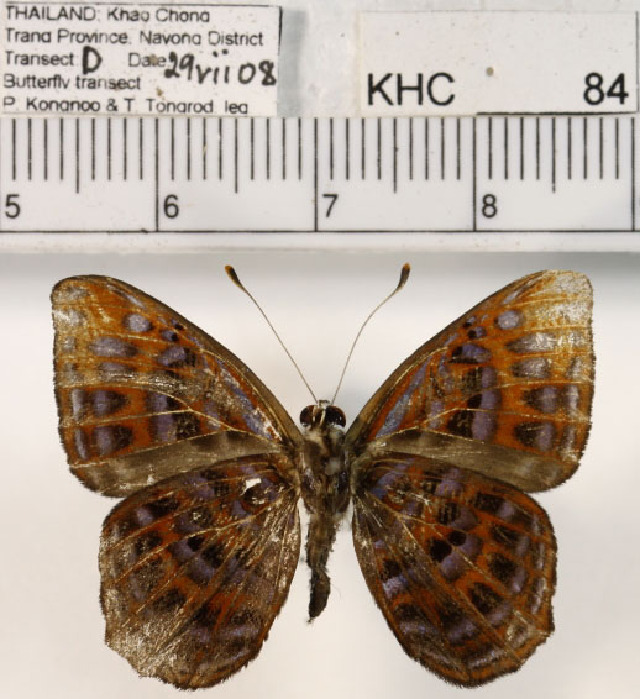
Onderkant mannetje
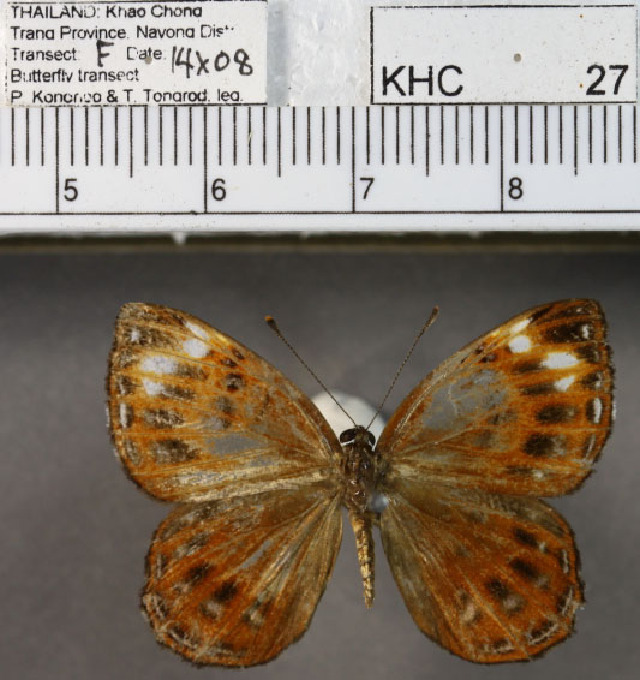
Bovenkant vrouwtje
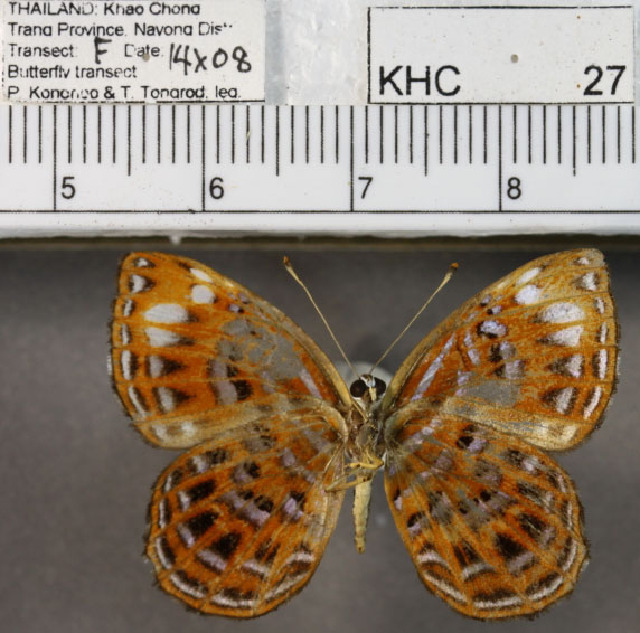
Onderkant vrouwtje